# 기모리 다이스케
기모리 다이스케(일본어: 樹森 大介, 1977년 7월 28일 ~ )는 일본의 전 축구 선수이자 현 축구 지도자로 과거 쇼난 벨마레, 미토 홀리호크, 더스파 군마 등에서 활동했으며 현재 알비렉스 니가타의 감독직을 맡고 있다.

## 선수 시절
2000 시즌을 앞두고 J2리그의 쇼난 벨마레 입단을 통해 프로에 전격 데뷔한 뒤 2002 시즌까지 공식전 41경기를 소화했고 이후 2003 시즌부터 2시즌동안 같은 J2리그의 미토 홀리호크 소속으로 공식전 80경기 5골을 기록했다.
그 뒤 2005 시즌에는 더스파 군마에서 34경기 2골을 기록했고 2006 시즌부터 3시즌동안 간토 사커 리그의 토난 마에바시에서 활동하다가 2008 시즌을 끝으로 현역에서 물러났다.

## 지도자 경력

### 알비렉스 니가타
2012년 친정팀인 미토 홀리호크의 코치로 본격적인 지도자 커리어를 시작했고 그 뒤 2025 시즌을 앞두고 전 시즌 J리그컵에서 사상 첫 준우승의 돌풍을 일으켰던 알비렉스 니가타의 사령탑으로 전격 부임했다.